# Wyspy Selvagens
Wyspy Selvagens (port. Ilhas Selvagens ['iʎɐʃ sɛɫ'vaʒɐ̃ĩʃ], w pol. tłumacz.: „Wyspy Dzikie”) – niewielki archipelag niedaleko atlantyckich wybrzeży Afryki, zlokalizowany pomiędzy Maderą (280 km) a Wyspami Kanaryjskimi (165 km), zaliczany do Makaronezji. Wyspy są integralną częścią Portugalii, a administracyjnie stanowią część Region Autonomiczny Madery (miasta Funchal). 

Usytuowanie wysp Selvagens

Wyspy są niezamieszkane i stanowią w całości rezerwat przyrody, którego pilnują czterej strażnicy, doglądając kolonii ptaków, patrolując teren i interweniując w sytuacji wizyt nieupoważnionych osób, w szczególności hiszpańskich rybaków. Wyspy są obiektem sporu pomiędzy Portugalią i Hiszpanią. Chociaż Hiszpania nie podważa portugalskiej własności tych wysp, dąży do uznania archipelagu za wulkaniczne skały, a nie za obszar terytorialny, co wpłynie na granice stref wyłącznej strefy ekonomicznej na Atlantyku. Wyspy odwiedzali portugalscy prezydenci Mário Soares, Jorge Sampaio i Aníbal Cavaco Silva.
Powierzchnia wysp wynosi 2,73 km², składają się one z dwóch większych wysp i wielu drobnych wysepek podzielonych na dwie grupy leżące w odległości 15 km od siebie:
- Grupa północna – obejmuje wyspę Selvagem Grande oraz trzy wysepki: Ilhéu Sinho, Palheiro do Mar, Palheiro da Terra.
- Grupa południowa – obejmuje wyspy Selvagem Pequena i Ilhéu de Fora oraz grupę maleńkich wysepek i skał zwanych Ilhéus do Norte (m.in. Alto, Comprido, Redondo).

Wyspy są pochodzenia wulkanicznego, a w 2002 r. zaproponowano wpisanie części ich terytorium na listę światowego dziedzictwa UNESCO, jak dotąd nie uzyskały jednak pełnego statusu obiektu na tej liście.